# Горбань із Нотр-Дама (фільм, 1923)
«Горбань із Нотр-Дама» (англ. Hunchback of Notre Dame) — американський драматичний фільм з елементами жаху 1923 року режисера Воллеса Ворслі, у головній ролі — Лон Чейні. Є екранізацією романа Віктора Гюго «Собор Паризької Богоматері». Цей фільм став фільмом «Super Jewel» Universal того року та був найуспішнішим німим фільмом, який заробив понад 3,5 мільйони доларів.
Картина найбільш примітна маштабними декораціями, які нагадують Париж XV століття, а також виступом Лона Чейні та його ефектним макіяжем. Фільм підняв Чейні, вже відомого актора, до статусу повноцінної зірки в Голлівуді, а також допоміг встановити стандарт для наступних фільмів жахів, включаючи «Привид опери» з Чейні в 1925 році. У 1951 році фільм увійшов у суспільне надбання США (через авторські права, на 28-му році після публікації).

## Сюжет
Дія історії відбувається в Парижі за десять років до того, як Колумб відкрив Америку.
Квазімодо — глухий, напівсліпий, горбатий дзвонар знаменитого собору Паризької Богоматері. Його господар Жеан, злий брат святого архідиякона Клода Фролло, домагається викрадення Есмеральди, всиновленої дочки Клопена, короля жебраків паризького підземного світу. Хвацький капітан Фебус рятує її від Квазімодо, тоді як Жеан кидає останнього і тікає. Спочатку шукаючи випадкового роману, Фебус захоплюється Есмеральдою і бере її під своє крило.
Квазімодо засуджений до побиття на громадській площі. Після покарання він просить води. Есмеральда шкодує його і приносить.

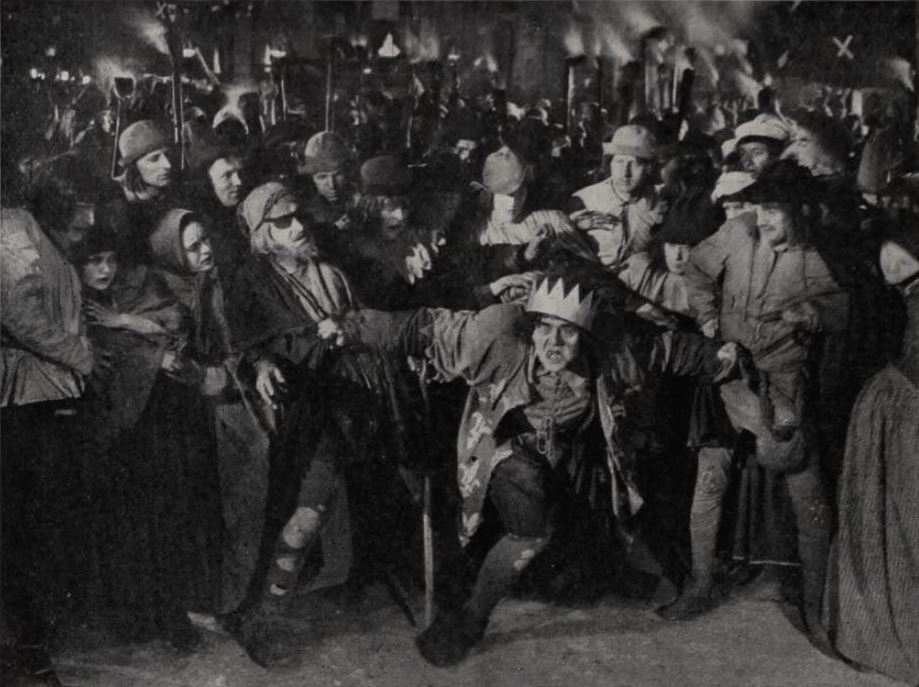
Квазімодо обраний на святі Дурнів

На своє розчарування, Жеан і Клопен дізнаються, що Феб сподівається одружитися з Есмеральдою, незважаючи на те, що він обручений з Флер де Ліс. Феб вмовляє Есмеральду супроводжувати його на балу, який святкує його призначення на посаду капітана гвардії. Він дає їй дорогий одяг і представляє господині балу, мадам де Гонделер'є, як єгипетську принцесу. Клопен у супроводі своїх жебраків вривається на святкування і вимагає повернення Есмеральди. Щоб уникнути кровопролиття, Есмеральда каже, що не належить до аристократії.
Однак пізніше Есмеральда посилає вуличного поета П'єра Гренгуара, щоб передати Фебу записку, влаштовуючи побачення в Нотр-Дамі, щоб попрощатися з ним. Там Жеан б'є Феба по спині та кладе провинну на Есмеральду. Її катують і засуджують до страти. Однак Квізімодо рятує її з-під шибениці і несе всередину собору, де їй надається притулок, тимчасово захищаючи від арешту.
Клопен веде увесь підземний світ штурмувати собор тієї ночі, тоді як Жеан намагається взяти Есмеральду спочатку шляхом обману (кажучи їй, що передсмертне бажання Феба було, щоб він піклувався про неї), а потім силою. Квазімодо стримує загарбників кидаючи в них каміння і виливаючи потоки розплавленого свинцю. Тим часом зцілений Феб, попереджений Гренгуаром, веде своїх людей проти людей Клопена. Коли Квазімодо дізнається, що Жеан напав на Есмеральду, він скидає свого господаря з валів Нотр-Дама, але останній встигає смертельно вдарити ножем у спину. Феб знаходить і обіймає Есмеральду. Свідок цього, Квазімодо, дзвонить про свою смертність у дзвін собору. Останнє зображення великого дзвону, що мовчки гойдається над тілом Квазімодо.

## У ролях
- Лон Чейні — Квазімодо
- Петсі Рут Міллер — Есмеральда
- Норман Керрі — Феб де Шатопер
- Найджел де Брулір — Клод Фролло (хоча в початкових титрах був вказаний як «Дон Клаудіо» («Don Claudio»))
- Брендон Херст — Жеан
- Кейт Лестер — мадам де Гон-делор'є
- Вініфред Брайсон — Флер-де-Ліс
- Ернест Торренс — Клопен Труйльфу
- Таллі Маршалл — Людовик XI
- Гаррі фон Метр — Нойфшатель
- Реймонд Гаттон — П'єр Гренгуар
- Гледіс Броквелл — Гудула
- Джон Косар — суддя

## Цензура
Студія не хотіла зображати Клода Фролло, таким яким він був в оригінальному романі, завдяки тому, що він був римосько-католицьким священнослужителем і головним лиходієм історії. Отже, замість цього, він є добрим архідияконом, а його брат Жеан (який є студентом-п'яницею та другорядним персонажем роману) — головний лиходій фільму. Крім цього, для того, щоб Жеан діяв як оригінальний Клод, його мали зобразити старшим за віком, а не юнаком, яким він був у романі. Усі ці зміни, внесені для братів Фролло, згодом вплинули на «Горбань із Нотр-Дама» (1939 р.) Зробити те саме.

## Збереження
Оригінальні плівки фільмів, на той час, були записані на плівку нітрату целюлози і були або зношені, або зіпсовані, або знищені студією (переважно останнє). Оригінальна стрічка була на тонованих плівках у різних кольорах, включаючи сонячний, бурштиновий, трояндовий, лавандовий та синій.
Єдині збережена версія фільму — це 16-міліметрові стрічки «show-at-home», що були розповсюджені Universal в 1920-х і 1930-х для домашнього кіно, і жоден оригінальний негатив або принт 35 мм не зберігся. Більшість відеовидань (включаючи релізи, що перебувають у відкритому доступі) фільму отримано з 16-міліметрових копій, які розповсюджували Blackhawk Films у 1960-х та 1970-х. Випуск відреставрованого фільму на DVD був випущений компанією Image Entertainment 9 жовтня 2007 року. Випуск на Blu-ray відреставрованого фільму був виданий Flicker Alley 18 березня 2014 р.

## Факти
- Син режисера фільму Воллес Ворслі-молодший сказав, що багато статистів для масових масових сцен були набрані в центрі Лос-Анджелеса за 1 долар за ніч та їжу. Серед них, за його словами, була чимала кількість повій, які робили «чималий додатковий бізнес» на знімальних майданчиках. Universal також найняв 50 детективів Pinkerton і поставив їх серед натовпу, щоб вони ловити кишенькових злодіїв та інших злодіїв серед статистів.
- Неякісна якість фільму пов'язана з тим, що він вижив лише у 16-міліметровій версії, головним чином завдяки бібліотеці прокату фільмів Universal «Show-At-Home». Близько 10-15 хвилин кадру все ще залишається відсутнім.
- Грим Лона Чейні був його найекстремальнішим експериментом. Зав'язана перука, ніс на щоках, кілька штучних зубів і фальшиве око склали його обличчя. Останнім штрихом став гіпсовий горб, який, всупереч поширеній думці, становив всього приблизно 5-7 кілограм і не викликав у Чейні жодних проблем зі спиною.
- Щоб підготуватися до ролі Квазімодо, Лон Чейні спілкувався з людьми, які мали різні фізичні деформації. Його макіяж був настільки майстерним для свого часу, що багато глядачів вважали, що актор, який виконує роль головного героя, справді такий як і в фільмі.
- Відомо, що суворе обмеження клямри (шворки), який тримав його ноги разом, призвело до того, що Лон Чейні все життя страждав від сильних болів. Контактна лінза, яку він носив у фільмі, також спричинила втрату зору.
- Зарплата у фільмі Лона Чейні становила 2500 доларів на тиждень. Зйомки розпочалися в грудні 1922 року і були завершені в червні 1923 року. В кінцевому підсумку Чейні отримав близько $ 60 000 плюс бонуси з фільму.
- Дії фільму відбувається в 1482 році.
- Для маштабних сцен з натовпом близько 200 людей працювали лише для відділу гардеробу. Universal також побудував нову будівлю гардеробу, особисто для того, щоб впоратись із великою кількістю статистів, яких потрібно було одягнути в одяг 15 століття.
- Цей фільм був першим, в якому використовували технологію внутрішнього зв'язку, яка слугувала пристроєм зв'язку між режисером та його помічниками під час зйомок. Western Electric забезпечував бездротовий зв'язок. Сьогодні це стандартне обладнення для масштабних фільмів.
- Над цим фільмом працювало понад 750 техніків, у тому числі 105 електриків. Теслярі та муляри побудували декорації собору, який залишався стояти до пожежі у 1967 році.
- Джеймс Л. Говард, який допомагав робити зуби Лона Чейні, насправді був його особистим стоматологом. Говард народився в 1880 році і помер у 1962 році в Лос-Анджелесі.
- У 1923 році компанія Universal Pictures провела конкурс через різні компанії, що займаються музикою Photoplay (безшумна музика), для саундтреку фільму. Переможцем став Моріс Барон, композиція якого — «The Chimes of Notre Dame» була використана як головна тема.
- У багатьох сценах, де Горбань спускається — це не Лон Чейні, а каскадер Джо Бономо, який робив багато трюків для фільмів Universal, а згодом став видатним культуристом.
- До своєї смерті в 2014 році Карла Леммл, здавалося, була останнім живим свідком створення масового фільму. Хоча Леммл не знімалася у фільмі, вона жила зі своєю сім'єю в бунгало в Universal City і кілька разів спостерігала за зйомками.
- Присцилла Боннер і Маргарет Де Ла Мотт розглядалися на роль Есмерельди до того, як була обрана Петсі Рут Міллер. За словами Петсі, Лон Чейні особисто контролював її тестування на екрані та обговорював з нею роль.
- Петсі Рут Міллер казала, що будь-яке керівництво під час фільму надходило більше від Лона Чейні, ніж від Воллеса Уорслі.
- Лон Чейні та його дружина всиновили собаку, тер'єра на ім'я Роско, з Сан-Франциско, поки цей фільм був у виробництві. Вони перейменували собаку в Сенді.
- Керівник студії Universal Карл Леммле хотів підвищити репутацію компанії, випустивши її як «престижну картину». Це досяго такого успіху, що було вирішено зробити ще одну дорогу «престижну картину» за мотивами роману Віктора Гюго «Людина, яка сміється» (1928).[4]